# Zsigmond magyar király
Luxemburgi Zsigmond (németül: Sigismund von Luxemburg, csehül: Zikmund Lucemburský; Nürnberg, 1368. február 14. – Znaim, 1437. december 9.) 1378-tól 1388-ig és 1411-től 1415-ig brandenburgi választófejedelem, 1387-től Magyarország és Horvátország királya, 1411-től német király, 1419-től cseh király, 1433-tól német-római császár, a hercegi birtokáról elnevezett, német eredetű Luxemburg-ház tagja. Egyértelműen a késő középkori Európa egyik legjelentősebb személyisége. IV. Károly német-római császár és Pomerániai Erzsébet fiaként született. 1385-ben feleségül vette Mária magyar királynőt, majd nem sokkal ezt követően magyar királlyá koronázták. 
Elsősorban rendkívüli diplomáciai érzéke és szervezőképessége emelte korának legbefolyásosabb európai uralkodójává. Nevéhez fűződik az utolsó összeurópai keresztes hadjárat megszervezése 1396-ban, a nagy nyugati egyházszakadás felszámolása 1417-ben és a huszitizmus elleni harc megkezdése. Magyarországon 1395-ig első feleségével, Nagy Lajos király leányával, Máriával együtt ült a királyi trónon. Magyar királyként elsősorban Dalmácia elvesztésével, fényes visegrádi, budai és székesfehérvári építkezéseivel, illetve az Oszmán Birodalommal szembeni defenzívába vonulással, a végvárrendszer kiépítésével, valamint törvényeinek előremutató jellegével írta be magát a történelembe. Az oszmánok elleni döntő vereséget követően megalapította a Sárkány Lovagrendet az oszmánok elleni harc kollektív szervezésére, majd megszerezte a német és a cseh trónt is. Fiúörökös hiányában királyságaiban utódjául lánya férjét, a tehetséges Habsburg Albertet jelölte meg. Több mint ötven évig viselte a magyar koronát, ezzel a magyar történelem második leghosszabb ideig regnáló uralkodója. Nagyon művelt uralkodó volt, hét nyelven beszélt, nagyon társaságkedvelő volt, és rajongott a lovagi tornákért. A pápai egyházszakadást lezáró, de a huszita háborúkhoz is vezető konstanzi zsinat egyik vezéralakja volt.

## Trónra kerülése
Amikor Nagy Lajos elhunyt, vele meghalt a magyar Anjou-ház (Capeting) utolsó férfisarja, ezért a két lánya, Hedvig és Mária örökölte a trónt. Hedvig a bárók akarata szerint Lengyelország uralkodója lett, Mária pedig Magyarország királynője, s ezzel megszűnt a két ország perszonáluniója. Szinte azonnal megindult a verseny Mária kezéért, hiszen aki a férje lesz, az lesz Magyarország uralkodója.
A bárók három pártba tömörültek, és mind a három pártnak megvolt a maga jelöltje. A Lackfiak Mária vőlegényét, Luxemburgi Zsigmondot (IV. Károly német-római császár fiát, Vencel német és cseh király fivérét) támogatták. A Garaiak, Garai Miklós nádor és Erzsébet anyakirályné jelöltje Lajos orléans-i herceg (V. Károly francia király gyermeke és VI. (Őrült) Károly fivére) volt; Lajos és Mária diplomáciai úton házasságot is kötött. A délvidéki Horváti család II. Anjou vagy Kis Károly nápolyi királyt akarta a trónra, és 1385-ben meg is koronázták. 40 napig uralkodott, majd Garai nádor és Erzsébet megölette. Zsigmond még Kis Károly koronázása előtt Csehországba menekült.
A Horváti testvérek összefogtak a királynő és édesanyja ellen, és 1386-ban a nádorral együtt elfogták őket. A nádort, aki hősiesen küzdött, lekaszabolták, majd lefejezték, az anyakirálynőt és lányát Novigrad várába zárták. A bárók így jobb híján Zsigmond mögé sorakoztak fel, mivel ő 1385-ben már feleségül vette Máriát, így őt 1387-ben szintén királlyá koronázták.
Zsigmond a trónért egyezséget („ligát”) kötött bizonyos bárócsoportokkal, mert a megcsappant királyi hatalom már nem tette lehetővé, hogy mindenkitől függetlenül politizáljon. Az egyezség értelmében a nádor pedig Lackfi István lett. Zsigmond ugyan elnyerte a koronát, de kénytelen volt együttműködni a ligával, kielégíteni a bárók területi igényeit. Az Anjou-kor elején helyreállított várbirtokrendszer összeomlott, mert Zsigmond a királyi birtokok felét eladományozta. Nagy Lajos halálakor a király még az ország háromszáz vára közül 160-nak volt az ura, Zsigmond uralma alatt ez a szám 70-re csökkent. Ekkor kezdtek kialakulni a hatalmas mágnásvagyonok.

## Összeesküvés és fogság
Az uralkodó kísérletet tett hatalmának megszilárdítására. Új embereket emelt a bárók közé, olyan hozzá hű urakat, mint Cillei Hermann, Ozorai Pipó, Stiborici Stibor, de a Báthory, Rozgonyi, Tallóci, Garai családok felemelkedése is ekkor kezdődött. Mivel a bárók helyett inkább köznemeseket juttatott hatalomra, 1401-ben már az egész liga szembe fordult vele. Elfogták, de Garai Miklós hősiesen túszul adta magát a királyért cserébe. Miután Zsigmond visszakapta trónját, létrejött a királyhű bárókat tömörítő Garai-Cillei liga. A megállapodás következtében pedig az 1395-ben lovasbalesetben, az életét vesztő várandós Mária halála révén megözvegyült Zsigmond 1401-ben felbontotta eljegyzését Piast Margit briegi hercegnővel, és még ebben az évben eljegyezte Cillei Borbálát, akit 1405-ben feleségül is vett.

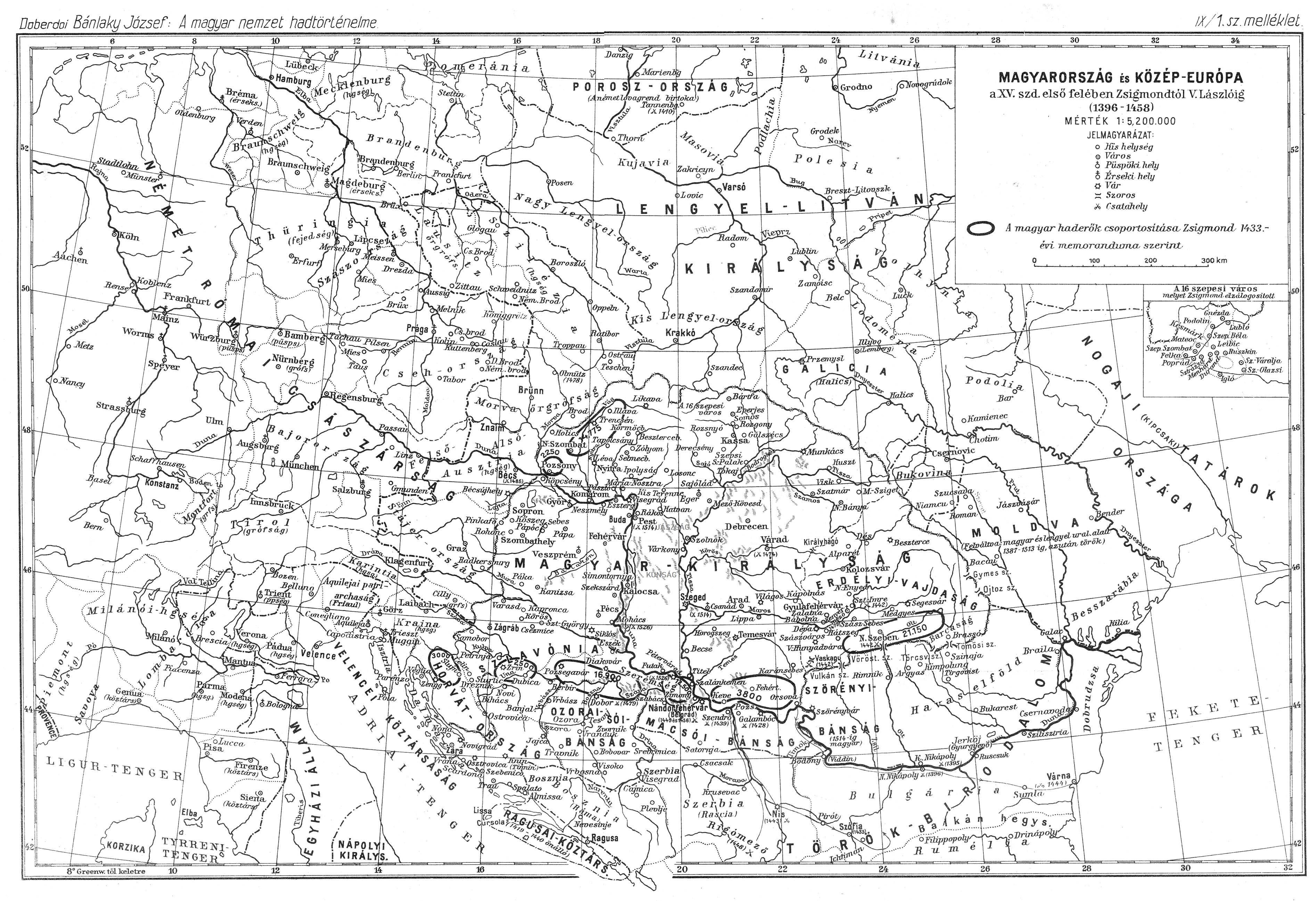
Magyarország és Közép-Európa Zsigmond és utódai korában

## Belpolitikája
Zsigmond a helyzete megszilárdítása érdekében a magyar egyházat, elsősorban mint anyagi forrást igyekezett a királyi hatalom szolgálatába állítani. 1404-ben rendelkezést hozott, amelynek értelmében királyi engedményhez kötötte a pápai bullák kiadását (placetum regium – királyi tetszvényjog). Ennek értelmében még a pápa rendelkezéseit is csak akkor lehetett kihirdetni az országban, ha abba a király beleegyezett.
A 14. század gazdasági fejlődése a városok, különösen a szabad királyi városok számának és lélekszámának növekedését eredményezte. Kevés szabad királyi város volt, mint például Buda, Pozsony, Bártfa, Eperjes, Kassa, a városfejlődés viszont önmagához képest jelentős volt Magyarországon. 1407-ben Pásztót mezővárossá tette. Mivel a városok lakossága elkötelezetten támogatta Zsigmondot, nagy szerepük volt a politikai stabilizációban, hiszen egyikük sem akart főúri függés alá kerülni, vagy kiváltságaikat elveszíteni. Az uralkodó növelte a fallal körülvett városok számát, kedvezett a városok kereskedelmének, elrendelte a súly- és mértékrendszer egységesítését. A mértékek közül a Budán szokásosak maradtak használatosak (1405. évi I. törvénycikk: „hogy a folyó és szilárd testek mértékét az egész országban Budaváros mértékéhez kell alkalmazni”). Gazdasági törvényei egyfajta korai merkantilizmust képviseltek, védővámokat szedett a külföldi kereskedőktől és azok csak nagyobb tételben adhatták el áruikat, miközben a belföldi kereskedők szabadon kereskedhettek. A nemesfémek és bármely feldolgozatlan érc kivitelének, a só behozatalának tilalma a királyi jövedelmek növelését szolgálták.
1405-ben a király városi dekrétumokat bocsátott ki, ezek a törvények a városok és polgárságuk pozícióit erősítette; egyebek közt szentesítette a városok jogát a lakosaik fölötti önálló ítélkezésre, bíráit pallosjoggal ruházta föl. Az 1405. évi dekrétumoknak már a bevezetője is falvakat emel mezővárosi, mezővárosokat városi rangra, és elrendeli a védőfalak építését. Az 1435-ben tartott rendi gyűlésen már a negyedik rend, a polgárság is képviseltethette magát.
Budán az 1370-es évek végétől Nagy Lajos király nagyszabású palotaépítkezésekbe kezdett, amelyet Zsigmond még nagyobb léptékben folytatott, majd 1408-ban végleg Budára költöztette udvarát. Az ország központjában megalapította az első fővárosi egyetemet. Az uralkodó kérésére IX. Bonifác pápa 1395. október 6-án kiadta az Óbudai Egyetem első alapítólevelét. A pápa teljes, négy fakultásból álló egyetem létesítésére adott engedélyt. Vezetője Órévi Lukács (budai prépost, majd csanádi püspök) lett. Az új egyetemen az összes – teológiai, kánonjogi, orvosi, valamint szabad művészetek – fakultáson megindult a tanítás. Szoros kapcsolatban állt az új intézmény a bécsi egyetemmel, ars-fakultásán bécsi Magiszterek is tanítottak, viszont óbudai bakkalaureusokról tudunk, akik a bécsi egyetemen adtak elő.
1402-ben Budán a városigazgatás demokratizálását célzó társadalmi mozgalom bontakozott ki. A fővárosi felkelésbe az egyetem vezetői is belekeveredhettek, s Zsigmond 1403-ban feltehetőleg bezáratta az egyetemet, melyet hét év múlva indított újra. XXIII. János ellenpápa 1410. augusztus 1-jén írta alá bulláját az óbudai egyetem újraalapításáról. A négy klasszikus fakultású egyetem megkapta mindazon kiváltságokat, amelyeket a nagy európai egyetemek élveztek. A kor kiemelkedő jelentőségű eseményén, a nyugati egyházszakadást megszüntető (1414 és 1418 között ülésező) konstanzi zsinaton a rangos egyetemek képviselői is megjelentek, és – Ulrich Richental korabeli krónikája szerint – köztük az óbudai egyetem 7 tanárával képviseltette magát. 1419 után már nincsenek adataink az óbudai egyetem további működéséről.
1408-ban Zsigmond létrehozta 24 bárói család részvételével a Sárkány Lovagrendet, a királyhű liga megerősítésére. Tagjai, báróként, helyet kaptak a királyi tanácsban, és birtokokat is kaptak, ami által csökkent a királyi birtokok területe és jelentősége, erősödött a nemesi vármegyerendszer. A török közelsége miatt (Szerbia hűbéres török állam lett) az ország déli részén végvárakból álló védelmi rendszert építtetett Ozorai Pipó irányítása alatt. Létrehozta a telekkatonaságot: a birtokosoknak minden 20 (később 33) jobbágy után fel kellett szerelni egy lovas íjászt. Zsigmond sokszor került pénzügyi zavarba, hogy bevételekhez jusson, gyakran rendkívüli hadiadót vetett ki, vagy elzálogosított várakat, falvakat. Így történt, hogy 1412-ben 16 szepesi helységet zálogosított el a lengyel királynak 37 ezer cseh garasért. Ezek a települések csak Lengyelország első felosztásakor, 1772-ben tértek vissza Magyarországhoz.
1437-ben kirobbant a Budai Nagy Antal-féle parasztfelkelés, aminek közvetlen kiváltó oka az volt, hogy Lépes György, az erdélyi püspök három éven keresztül, míg rossz pénz volt forgalomban, nem szedte be az adót, majd amikor ismét „jó” pénz került forgalomba, visszamenőleg is követelte a tizedet. A kolozsmonostori egyezményben az erdélyi vajda enyhített a parasztok terhein.

## Külpolitikája

### A törökök ellen
1389 júniusában a rigómezei csata következtében Szerbia I. Bajazid vazallus államává vált. Zsigmond és bárói az első pillanatban felismerték a veszélyt, és a király belső gondjai ellenére 1389 és 1392 között minden évben hadjáratokat vezetett a Balkánra.
- Zsigmond első balkáni hadjárata 1389-ben elfoglalta a mai Kragujevac környékén Borač és Čestin várát. Ez volt az első olyan eset, amikor magyar király a macsói bánság határán túl fekvő szerb területet vett birtokba. Ezután a törökök és a szerbek együttes erővel először 1390 elején törtek be Magyarországra. Az év júliusában Sárói László temesi ispán Vitovnicánál szétvert egy újabb, betörni készülő török–szerb csapatot
- Zsigmond második balkáni hadjárata 1390-ben semmilyen értékelhető sikert nem hozott (valószínű célja Ostrovica elfoglalása lehetett). A törökök ezenközben elfoglalták Galambóc kulcsfontosságú várát, amelyet Zsigmond még az év decemberében megpróbált visszavenni, de sikertelenül.
- 1391-ben meghalt I. Tvrtko bosnyák király, és Zsigmond hadjáratot hirdetett Boszniába, de végül inkább (valószínűleg) fegyverszünetet kötött Dabišával, az új királlyal, és kisebb haddal a Szerémségbe ment, és az azt végigpusztító szerb–török csapatok ellen indult. (A sereg másik fele Perényi Miklós szörényi bán vezetésével a Temesközben harcolt – sikeresen – az oda is betörő török ellen.) A törökök elpusztították Szávaszentdemetert, Nagyolaszit és Nagyenget.
- Zsigmond harmadik balkáni hadjárata. A magyarok Nagyolaszinál, majd (immár Zsigmond vezetésével) Nagyengnél fölvették velük a harcot, de még a második ütközet is csak döntetlennek minősíthető eredménnyel zárult. A nagyengi csatában kitüntette magát az ennek hatására egyre nagyobb szerephez jutó Maróti János, akinek öccsét, Maróti Dénest előzőleg (Nagyolaszinál) elfogták a törökök.
- 1392 elején a törökök minden korábbinál nagyobb erővel törtek be a temesi végeken, és Zsigmond még bátyjától, Venceltől is segítséget kért (és kapott) Zsigmond a negyedik balkáni hadjáratra (sőt még angol lovagok is jöttek sógorától, II. Richárd angol királytól, aki Zsigmond édesnővérének, Luxemburgi Anna cseh királyi hercegnőnek volt a férje). Ennek hatására a török hadak (amiket maga Bajazid szultán vezetett) nem bocsátkoztak nyílt ütközetbe, csak gátolták, késleltették a magyar hadak mozgását, amíg azok utánpótlásuk apadtán vissza nem fordultak.
- Zsigmond ötödik balkáni hadjárata 1395-ben. Zsigmond ismét személyesen vezette a hadat, ezúttal Havasalföldre. Legyőzte a törökbarát Vlad vajda csapatait, visszasegítette trónjára az 1394-ben elűzött Mircsa vajdát. A magyar hadak a Dunáig jutottak, ahol visszavették a törököktől Kisnikápolyt (bolgárul Holovnik, románul TurnuMăgurele). Miután elvonult a magyar sereg, a törökök betörtek Krassó és Temes megyékbe, de Csáky Antal és Marcali Miklós temesi ispánok Csák mellett legyőzték őket.

A sikeren felbuzdult Zsigmond ki akarta űzni a törököt egész Európából, de 1396-ban Nikápolynál döntő vereséget szenvedett. Ezután már csak a védekezésre összpontosított, és a telekkatonaságot létrehozva átszervezte a magyar haderőt. Ezzel új adót vezetett be: húsz jobbágytelek után egy (lovas)íjászt kellett kiállítania minden nemesnek. Ezen felül a király „ideiglenesen”, a török veszély megszűntéig felfüggesztette a nemesség hadi szolgálatának idejét szabályozó törvényt. Ez utóbbi rendelkezését később Albert magyar király az országgyűlés kívánságára eltörölte.
Zsigmondot a telekkatonaság bevezetése ellenére sorra érték a kudarcok a törökök ellen, ezért a déli vidéken tagolt védelmi rendszert építtetett ki. Ennek legdélebbi részei az ütközőállamok voltak (például Havasalföld). Ez után következtek a déli határ mentén kialakított bánságok, s a harmadik vonalat az első végvárvonal adta, melynek központja Nándorfehérvár lett. 1428-ban sikertelenül próbálta meg visszafoglalni a törököktől Galambóc várát. A déli irányú küzdelmek alatt elveszítette Dalmáciát, amely ismét velencei fennhatóság alá került.

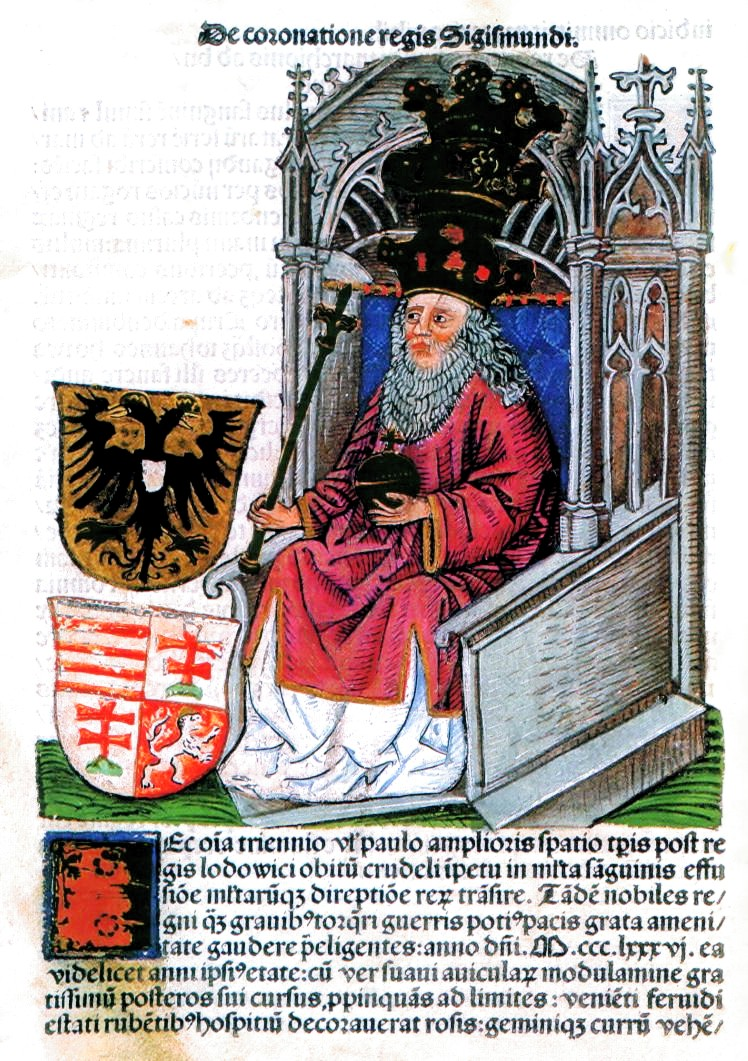
Zsigmondot és címereit ábrázoló lap Thuróczi János krónikájában

### A német királyi cím elnyerése
Zsigmondot 1410-ben német királlyá választották. Erre Rupert király 1410-ben bekövetkezett halála adott alkalmat, akit a választófejedelmek 1400-ban a letett Vencel, Zsigmond bátyja helyére választottak meg. Akkor a cím kikerült a Luxemburgiak birtokából. A választás alkalmával Vencel mint cseh király, a kölni érsek, a mainzi érsek, a szász választófejedelem, illetve Zsigmond unokatestvére, Jobst morva őrgróf, Brandenburg tényleges és jogszerű ura Jobstot támogatták. Zsigmond mellett csak a trieri érsek és rajnai palotagróf (Rupert fia) állottak. 1410. szeptember 20-án, amikor még csak négy választófejedelem volt a helyszínen, Zsigmond puccsszerűen saját magát nyilvánította német királlyá. A brandenburgi választó szavazatát ő adta le saját magára. A brandenburgi tartományt azonban 1388-ban elzálogosította Jobstnak azzal a kitétellel, hogy ha öt éven belül nem váltja vissza, akkor az a szavazattal együtt végleg Jobstot illeti. 1397-ben ezen jogában Vencel, még mint német király, meg is erősítette Jobstot.
Október 1-én a választófejedelmek többsége Jobstot választotta királlyá. A választás résztvevői érvénytelennek tartották Zsigmond címét, azt azonban nem akadályozhatták meg, hogy a címet mindenféle hatalom nélkül használja — a tényleges hatalom megszerzésére kísérletet sem tett, mintha beérte volna a látszattal. A helyzetet végül az oldotta meg, hogy Jobst 1411. január 18-án váratlanul meghalt. Némi diplomáciai huzavona után – elsősorban a mainzi érsek ellenállását kellett legyűrni – a négy választófejedelem – miután a trieri és pfalzi választó elutasította, hogy új választásba belemenjenek – Frankfurtban 1411. július 21-én Zsigmondot elismerték német királynak.

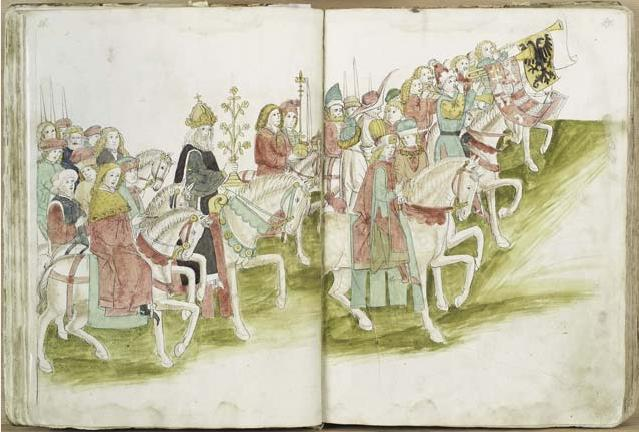
Ulrich Richental: Zsigmond bevonulása a konstanzi zsinatra birodalmi és magyar trombitások körében

### Konstanzi zsinat
1414-ben összehívta a konstanzi zsinatot (1414–1418), amelyen Európa jelentős vezetőit sikerült tárgyalóasztalhoz ültetnie. Egészen a bécsi kongresszusig (1814) ez volt a legjelentősebb nemzetközi tárgyalássorozat.
A zsinat elsődleges feladata az 1378 óta tartó, egyházszakadással fenyegető helyzet felszámolása volt. Ekkor ugyanis három pápa is hivatalban volt, és mindegyiknek megvoltak a maga támogatói. A két fő szemben álló blokk a francia–spanyol–skót és a német–burgundi–angol szövetség volt.

#### Aragóniai útja
Zsigmond a római pápával szemben az avignoni pápát, XIII. Benedeket támogatta. Hogy a nagy nyugati egyházszakadást megszüntesse, 1415-ben személyesen látogatta meg Aragóniában I. Ferdinánd aragóniai királyt.

#### Angliai útja
A politikai helyzetet bonyolította, hogy ekkor lángolt fel újult erővel Anglia és Franciaország százéves háborúja. V. Henrik angol király 1415-ben az azincourt-i csatában legyőzte a francia sereget, és komoly lépést tett a francia korona megszerzése felé, amire viszont elvi szövetségese, Rettenthetetlen János burgundi herceg is pályázott.
Zsigmond 1416-ban Angliába látogatott, és az angol királlyal megkötötte a canterburyi szövetséget, amelyben fegyveres támogatást ígért az angoloknak a franciák ellen. Ezt végül sohasem adta meg, de ennek lebegtetése óriási nyomás alá helyezte a franciákat a zsinaton, és az angol diplomácia is profitált ebből. Így például a zsinaton önálló, ötödik nemzetnek ismerték el őket (addig a német nemzet részének számítottak), ami Angliát európai nagyhatalommá emelte .
Zsigmondnak végül sikerült elérnie, hogy mindhárom pápát lemondatták, és helyettük egyet, V. Mártont választották meg.

### A huszita háború
A kérdés az egyház megreformálása volt, mert ebben az időszakban az egyház tekintélye addig soha nem látott mélységekbe zuhant. Ám a reformok a pápaválasztás után lekerültek a napirendről. 1415-ben a konstanzi zsinaton hallgatták meg a cseh reformátort, Husz Jánost is, akit Zsigmond támogatott, ám a püspökök nyomására mégis elítélte, végül a zsinat máglyára küldte.
1419-ben Zsigmond bátyjának, Vencelnek a halála után joggal formálhatott igényt a cseh trónra. Konstanzi lépéseivel azonban maga ellen hangolta a cseheket, és elkezdődött a 17 évig tartó huszita háború, amelynek leverésére keresztes háborút hirdetett. 1431-ben sikerült megosztania a felkelőket, és a kelyhesek átpártoltak hozzá, az ő segítségükkel végül 1434-ben döntő csapást mértek a táboriták seregére. A huszita háborúk vége felé érte el legnagyobb sikerét, ugyanis 1433-ban IV. Jenő pápa német-római császárrá koronázta.

### Velence ellen Dalmáciáért
A torinói béke 1381. augusztus 8-án Magyarországnak ítélte Dalmáciát Cattaróval együtt. A dalmát városok kereskedelmi jogokat nyertek Velencében, Velence pedig mérsékelt – 7000 dukát – adót fizetett Magyarországnak. Velence egy ideig betartotta az egyezményt Zsigmond alatt is, mert az ő uralmát kedvezőbbnek tartotta, mint a Dél-Itáliát Magyarországgal egyesíteni akaró Anjoukét. A béke azt is kimondta, hogy Magyarország köteles fenntartani a nyugalmat Dalmáciában. A nikápolyi vereség után azonban Velence kihasználta Zsigmond megingott helyzetét. 1400-ban beszüntette a 7000 dukát folyósítását, miközben Itáliában is terjeszkedni kezdett. Megszerezte Aquileiát, Padovát, Veronát, Vicenzát, majd 1409-ben megvásárolta Nápolyi Lászlótól annak dalmáciai birtokait, köztük Zárát. Velence ezután már nyíltan is fellépett Zsigmond ellen, Sebenicót ostrom alá vette, Traut és Knint is igyekezett megadásra bírni.
Zsigmond érthetően 1411-ben háborút indított Velence ellen. A háború azonban sem diplomáciailag, sem katonailag nem volt eléggé előkészítve. Az osztrák herceg nem támogatta, mivel hűbéresei Velence oldalára álltak, a Dalmáciába küldött hadsereget pedig hadvezéri képességekkel nem rendelkező emberek – Eberhard főkancellár, zágrábi püspök és unokaöccse, Medvei Petermann horvát–dalmát bán vezette. Velence fő hátországába, a „terra fermába” Ozorai Pipó tört be, de ő a diplomáciai előkészítetlenség miatt nem volt hatékony. Cillei Hermann és fia, Cillei Frigyes valamint Garai Miklós nyomására béketárgyalások kezdődtek Isztriában 1412-ben, amelyeken Velence hajlandó lett volna – a követutasításnak megfelelően – akár 200 ezer dukátot fizetni Dalmáciáért és a 7000 dukátot is évente folyósítani. A tárgyalások bukását az okozta, hogy Zsigmond ragaszkodott egész Dalmáciához, Velence pedig minimálisan Zárához. A háború folytatódott, amit Velence jobban bírt pénzzel és zsoldosokkal, végül a status quo alapján Castelletóban 1413. április 17-én ötéves fegyverszünetet kötöttek.
Zsigmond látta, hogy katonailag képtelen elragadni Velencétől Dalmáciát és a Terra fermát, ezért nagyot gondolva a velencei gazdaság alapjaira próbált csapást mérni. Megpróbálta a nürnbergi kereskedőházakra alapozva Velencét megfosztani a keleti árucikkek kereskedelmi monopóliumától. 1412-ben felszólította a Hanza-szövetséget, hogy szakítsák meg kapcsolataikat Velencével, 1417-ben pedig a rajnai és dél-német kereskedővárosokat, hogy Velence helyett Genovával kereskedjenek, amely városnak a Krím félszigeti Kaffán keresztül kapcsolata volt a kínai selyemúttal, Trapezunton keresztül pedig Perzsiával és Közép-Ázsiával. Velencét súlyos kár érte, de végül nem tette tönkre.
A fegyverszünet lejárta után 1418-ban Velence aktivizálta magát és sorra foglalta el és vissza a következő években a dalmáciai és észak-itáliai városokat. 1431-ben Zsigmond személyesen jelent meg Itáliában mint Filippo Maria Visconti milánói herceg szövetségese. A herceg lehetővé tette számára az itáliai királlyá való koronázást a lombard vaskoronával, ami ekkor előzetes feltétele volt a császárrá koronázásnak. A császári koronázás meg is történt 1433-ban Rómában a pápa által. Ekkor Zsigmond 1433. június 5-én hátrányos fegyverszünetet kötött Velencével, végül Nagyszombatban 1435. augusztus 31-én békét és szövetséget kötött a milánói herceg ellen. Dalmácia ezzel végleg elveszett a magyar korona számára.

## Halála
1437-ben miközben feleségét, Cillei Borbálát akarta kiostromolni a morvaországi Znaim városából, december 8-án a király érezte, hogy közeleg a vég, felvette császári díszruháját, koronáját és az utolsó kenetet, felült a trónjára, halotti misét rendelt magának, és a trónon ülve másnap meg is halt. Holttestét a znaimi Szent Miklós templomban ravatalozták fel. Kívánsága szerint Váradon temették el első felesége mellé. A magyar főurak egy csoportja ezután december 18-án Pozsonyban megválasztotta Albert magyar királyt. Még 1402-ben Zsigmond az országgyűlés hozzájárulásával a Magyar Királyság trónörökösévé nevezte ki Albert apját, IV. Albert osztrák herceget, és távollétében megtette Magyarország kormányzójának, ami ellen tiltakozásként 1403-ban országos felkelés bontakozott ki. Az első Habsburg-házi uralkodót 1438. január 1-jén koronázták meg.

## Történelmi jelentősége

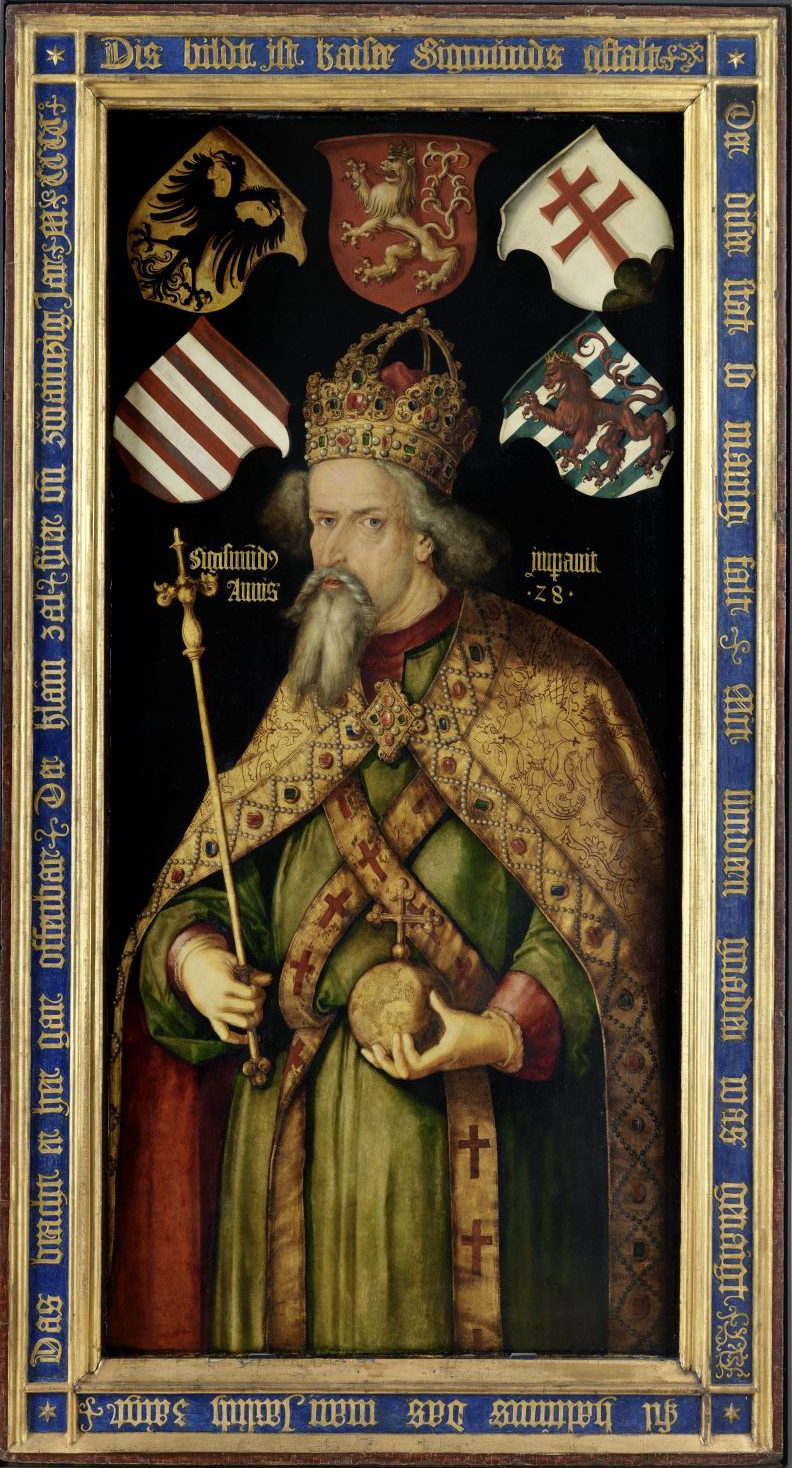
Zsigmond király Albrecht Dürer festményén (1509 körül)

Német, magyar, cseh királyként és német-római császárként Európa legtekintélyesebb uralkodója volt. Birodalma központját Budán rendezte be, amelyet európai hírű királyi rezidenciává fejlesztett. A mára elpusztult palotaegyüttesnek annak idején a csodájára jártak. Így elmondhatjuk, hogy ebben az időben bizonyos értelemben Buda volt Európa központja, ahol császárokat, királyokat, fejedelmeket fogadtak. A német birodalmi gyűlést, először a történelem folyamán, a Német-római Birodalom határain kívül, Pozsonyban hívta össze.
Zsigmond kora fordulópontot jelent Magyarország külpolitikai helyzetében: az eddigi regionális nagyhatalom a törökök megjelenése által a fenyegetettség állapotába jutott, s a sikertelen hadjáratok után világossá vált mindenki számára, hogy Magyarország védekező helyzetbe került.
A birtokszerkezetben végbement változások a hatásukat egészen 1848-ig éreztették: ekkor kezdett kialakulni az a nagybirtokos réteg, amely a későbbiekben az országot irányította. Eddig a királyi udvar volt a kultúra centruma, ettől kezdve a főúri udvarok hasonló mértékben alakították az ország kultúráját és politikáját. Mindent egybevéve azonban konszolidációja sikere után Zsigmond hatalma szilárd volt. Bizonyos vélemények szerint (például Engel Pál) I. Mátyás is Zsigmond példáját igyekezett követni.
Reformpárti volt, s ez egy újfajta gondolkodásmódból fakadt: az intézményekhez, a rendszerekhez hozzá lehet nyúlni, át lehet alakítani, s ettől az intézmény jobbá is lehet. Ez a gondolat teljesen új volt a korában, hiszen eddig a vezérelv az volt, hogy ami régi, az a jó, nem szabad hozzányúlni. A praktikus újítások iránti vonzalma megmutatkozott a haditechnikai újítások – ágyúk használata – terén is.

## Címei
- Zsigmond címe az 1405-ös törvénycikkben: "Zsigmond, Isten kegyelméből Magyarország, Dalmácia, Horvátország, Ráma, Szerbia, Galícia, Lodoméria, Kunország és Bulgária királya, brandenburgi őrgróf, a Szent Római Birodalomnak főkamarása Csehország és Luxemburg örököse."[6]
- 1397-ig brandenburgi őrgróf[3]
- 1411-től bekerült „a rómaiaknak örökké felséges királya” cím is a fentiek elé.
- 1431-től Itália királya, Milánóban megkoronázzák a lombard vaskoronával Filippo Maria Visconti milánói herceg szövetségeseként[3]
- 1433-tól római császár, a pápa Rómában koronázza meg[3]

## Családja

### Utódai
Zsigmond fiú örökös hiányában utódjául leánya férjét, Habsburg Albertet jelölte ki.
Egyetlen törvényes gyermeke és örököse lánya, aki a második házasságából, Cillei Borbála királynétól született Luxemburgi Erzsébet királyné. Tőle származó unokái: Anna (1432–1462), György (1435–1435), Erzsébet, akik még életében születtek, és V. László (1440–1457), akit már az apa, Habsburg Albert sem ért meg. Így egész életében a törvényes fiúörökös nem adatott meg neki, hiszen mind a Mária királynőtől született fia az édesanyjával együtt, mind pedig György nevű unokája a születést követően röviddel meghalt. A mondák szerint természetes fia Hunyadi János, aki Morzsinai Erzsébettől született. Ugyanakkor egészen 1921-ig, IV. Károly trónfosztásáig, néhány kivételtől eltekintve, Zsigmond utódai ültek a magyar trónon. Ehhez Zsigmondot négy eljövendő alkalommal is leányági kapocs segítette hozzá Luxemburgi Erzsébet magyar királyné, Habsburg Erzsébet magyar hercegnő, Jagelló Anna magyar királyné és Mária Terézia magyar királynő személyében.
- 1. felesége Anjou Mária (1371–1395) magyar király, 1 fiú:
  - N. (fiú) (1395. május 17. – 1395. május 17.) magyar királyi herceg és trónörökös
- 2. felesége Cillei Borbála (1392–1451) grófnő, egy leány:
  - Erzsébet (1409–1442), feleségül ment 1421-ben V. Albert (1397–1439) osztrák herceghez, négy gyermek

## Családfák

### Származása
Zsigmond vérvonala három hercegnőn keresztül kapcsolódik az Árpád-házi magyar királyokhoz.
|  |  |                                           |                                           |                                           |                                           |                                           |                                           |                                   |                          |                               |                               | III. Béla magyar király       |                               |                                |                                |                                |                                |                                |                                |                         |                         |                         |                         |  |  |  |  |  |  |  |  |  |  |  |  |  |  |  |  |  |  |  |  |  |  |
|  |  |                                           |                                           |                                           |                                           |                                           |                                           |                                   |                          |                               |                               |                               |                               |                                |                                |                                |                                |                                |                                |                         |                         |                         |                         |  |  |  |  |  |  |  |  |  |  |  |  |  |  |  |  |  |  |  |  |  |  |
|  |  |                                           |                                           |                                           |                                           |                                           |                                           |                                   |                          |                               |                               |                               |                               |                                |                                |                                |                                |                                |                                |                         |                         |                         |                         |  |  |  |  |  |  |  |  |  |  |  |  |  |  |  |  |  |  |  |  |  |  |
|  |  |                                           |                                           |                                           |                                           | II. András magyar király                  | II. András magyar király                  | II. András magyar király          | II. András magyar király | II. András magyar király      | II. András magyar király      |                               |                               |                                |                                |                                |                                | Árpád-házi Konstancia          | Árpád-házi Konstancia          | Árpád-házi Konstancia   | Árpád-házi Konstancia   | Árpád-házi Konstancia   | Árpád-házi Konstancia   |  |  |  |  |  |  |  |  |  |  |  |  |  |  |  |  |  |  |  |  |  |  |
|  |  |                                           |                                           |                                           |                                           | II. András magyar király                  | II. András magyar király                  | II. András magyar király          | II. András magyar király | II. András magyar király      | II. András magyar király      |                               |                               |                                |                                |                                |                                | Árpád-házi Konstancia          | Árpád-házi Konstancia          | Árpád-házi Konstancia   | Árpád-házi Konstancia   | Árpád-házi Konstancia   | Árpád-házi Konstancia   |  |  |  |  |  |  |  |  |  |  |  |  |  |  |  |  |  |  |  |  |  |  |
|  |  |                                           |                                           |                                           |                                           | IV. Béla magyar király                    |                                           |                                   |                          |                               |                               |                               |                               |                                |                                |                                |                                |                                |                                |                         |                         |                         |                         |  |  |  |  |  |  |  |  |  |  |  |  |  |  |  |  |  |  |  |  |  |  |
|  |  |                                           |                                           |                                           |                                           |                                           |                                           |                                   |                          |                               |                               |                               |                               |                                |                                |                                |                                |                                |                                |                         |                         |                         |                         |  |  |  |  |  |  |  |  |  |  |  |  |  |  |  |  |  |  |  |  |  |  |
|  |  |                                           |                                           |                                           |                                           |                                           |                                           |                                   |                          |                               |                               |                               |                               |                                |                                |                                |                                |                                |                                |                         |                         |                         |                         |  |  |  |  |  |  |  |  |  |  |  |  |  |  |  |  |  |  |  |  |  |  |
|  |  | Árpád-házi Jolán                          | Árpád-házi Jolán                          | Árpád-házi Jolán                          | Árpád-házi Jolán                          | Árpád-házi Jolán                          | Árpád-házi Jolán                          |                                   |                          | Árpád-házi Anna               | Árpád-házi Anna               | Árpád-házi Anna               | Árpád-házi Anna               | Árpád-házi Anna                | Árpád-házi Anna                |                                |                                | I. Vencel cseh király          | I. Vencel cseh király          | I. Vencel cseh király   | I. Vencel cseh király   | I. Vencel cseh király   | I. Vencel cseh király   |  |  |  |  |  |  |  |  |  |  |  |  |  |  |  |  |  |  |  |  |  |  |
|  |  | Árpád-házi Jolán                          | Árpád-házi Jolán                          | Árpád-házi Jolán                          | Árpád-házi Jolán                          | Árpád-házi Jolán                          | Árpád-házi Jolán                          |                                   |                          | Árpád-házi Anna               | Árpád-házi Anna               | Árpád-házi Anna               | Árpád-házi Anna               | Árpád-házi Anna                | Árpád-házi Anna                |                                |                                | I. Vencel cseh király          | I. Vencel cseh király          | I. Vencel cseh király   | I. Vencel cseh király   | I. Vencel cseh király   | I. Vencel cseh király   |  |  |  |  |  |  |  |  |  |  |  |  |  |  |  |  |  |  |  |  |  |  |
|  |  | Kaliszi Hedvig lengyel királyné           | Kaliszi Hedvig lengyel királyné           | Kaliszi Hedvig lengyel királyné           | Kaliszi Hedvig lengyel királyné           | Kaliszi Hedvig lengyel királyné           | Kaliszi Hedvig lengyel királyné           |                                   |                          | Rurik Kunigunda cseh királyné | Rurik Kunigunda cseh királyné | Rurik Kunigunda cseh királyné | Rurik Kunigunda cseh királyné | Rurik Kunigunda cseh királyné  | Rurik Kunigunda cseh királyné  |                                |                                | II. Ottokár cseh király        | II. Ottokár cseh király        | II. Ottokár cseh király | II. Ottokár cseh király | II. Ottokár cseh király | II. Ottokár cseh király |  |  |  |  |  |  |  |  |  |  |  |  |  |  |  |  |  |  |  |  |  |  |
|  |  | Kaliszi Hedvig lengyel királyné           | Kaliszi Hedvig lengyel királyné           | Kaliszi Hedvig lengyel királyné           | Kaliszi Hedvig lengyel királyné           | Kaliszi Hedvig lengyel királyné           | Kaliszi Hedvig lengyel királyné           |                                   |                          | Rurik Kunigunda cseh királyné | Rurik Kunigunda cseh királyné | Rurik Kunigunda cseh királyné | Rurik Kunigunda cseh királyné | Rurik Kunigunda cseh királyné  | Rurik Kunigunda cseh királyné  |                                |                                | II. Ottokár cseh király        | II. Ottokár cseh király        | II. Ottokár cseh király | II. Ottokár cseh király | II. Ottokár cseh király | II. Ottokár cseh király |  |  |  |  |  |  |  |  |  |  |  |  |  |  |  |  |  |  |  |  |  |  |
|  |  |                                           |                                           |                                           |                                           |                                           |                                           |                                   |                          |                               |                               |                               |                               |                                |                                |                                |                                |                                |                                |                         |                         |                         |                         |  |  |  |  |  |  |  |  |  |  |  |  |  |  |  |  |  |  |  |  |  |  |
|  |  | III. Kázmér lengyel király                | III. Kázmér lengyel király                | III. Kázmér lengyel király                | III. Kázmér lengyel király                | III. Kázmér lengyel király                | III. Kázmér lengyel király                |                                   |                          |                               |                               |                               |                               | II. Vencel cseh király         | II. Vencel cseh király         | II. Vencel cseh király         | II. Vencel cseh király         | II. Vencel cseh király         | II. Vencel cseh király         |                         |                         |                         |                         |  |  |  |  |  |  |  |  |  |  |  |  |  |  |  |  |  |  |  |  |  |  |
|  |  | III. Kázmér lengyel király                | III. Kázmér lengyel király                | III. Kázmér lengyel király                | III. Kázmér lengyel király                | III. Kázmér lengyel király                | III. Kázmér lengyel király                |                                   |                          |                               |                               |                               |                               | II. Vencel cseh király         | II. Vencel cseh király         | II. Vencel cseh király         | II. Vencel cseh király         | II. Vencel cseh király         | II. Vencel cseh király         |                         |                         |                         |                         |  |  |  |  |  |  |  |  |  |  |  |  |  |  |  |  |  |  |  |  |  |  |
|  |  | Piast Erzsébet pomerániai hercegné        | Piast Erzsébet pomerániai hercegné        | Piast Erzsébet pomerániai hercegné        | Piast Erzsébet pomerániai hercegné        | Piast Erzsébet pomerániai hercegné        | Piast Erzsébet pomerániai hercegné        |                                   |                          |                               |                               |                               |                               | Přemysl Erzsébet cseh királyné | Přemysl Erzsébet cseh királyné | Přemysl Erzsébet cseh királyné | Přemysl Erzsébet cseh királyné | Přemysl Erzsébet cseh királyné | Přemysl Erzsébet cseh királyné |                         |                         |                         |                         |  |  |  |  |  |  |  |  |  |  |  |  |  |  |  |  |  |  |  |  |  |  |
|  |  | Piast Erzsébet pomerániai hercegné        | Piast Erzsébet pomerániai hercegné        | Piast Erzsébet pomerániai hercegné        | Piast Erzsébet pomerániai hercegné        | Piast Erzsébet pomerániai hercegné        | Piast Erzsébet pomerániai hercegné        |                                   |                          |                               |                               |                               |                               | Přemysl Erzsébet cseh királyné | Přemysl Erzsébet cseh királyné | Přemysl Erzsébet cseh királyné | Přemysl Erzsébet cseh királyné | Přemysl Erzsébet cseh királyné | Přemysl Erzsébet cseh királyné |                         |                         |                         |                         |  |  |  |  |  |  |  |  |  |  |  |  |  |  |  |  |  |  |  |  |  |  |
|  |  | Pomerániai Erzsébet német-római császárné | Pomerániai Erzsébet német-római császárné | Pomerániai Erzsébet német-római császárné | Pomerániai Erzsébet német-római császárné | Pomerániai Erzsébet német-római császárné | Pomerániai Erzsébet német-római császárné |                                   |                          |                               |                               |                               |                               | IV. Károly német-római császár | IV. Károly német-római császár | IV. Károly német-római császár | IV. Károly német-római császár | IV. Károly német-római császár | IV. Károly német-római császár |                         |                         |                         |                         |  |  |  |  |  |  |  |  |  |  |  |  |  |  |  |  |  |  |  |  |  |  |
|  |  | Pomerániai Erzsébet német-római császárné | Pomerániai Erzsébet német-római császárné | Pomerániai Erzsébet német-római császárné | Pomerániai Erzsébet német-római császárné | Pomerániai Erzsébet német-római császárné | Pomerániai Erzsébet német-római császárné |                                   |                          |                               |                               |                               |                               | IV. Károly német-római császár | IV. Károly német-római császár | IV. Károly német-római császár | IV. Károly német-római császár | IV. Károly német-római császár | IV. Károly német-római császár |                         |                         |                         |                         |  |  |  |  |  |  |  |  |  |  |  |  |  |  |  |  |  |  |  |  |  |  |
|  |  |                                           |                                           |                                           |                                           |                                           |                                           |                                   |                          |                               |                               |                               |                               |                                |                                |                                |                                |                                |                                |                         |                         |                         |                         |  |  |  |  |  |  |  |  |  |  |  |  |  |  |  |  |  |  |  |  |  |  |
|  |  |                                           |                                           |                                           |                                           |                                           |                                           | Luxemburgi Zsigmond magyar király |                          |                               |                               |                               |                               |                                |                                |                                |                                |                                |                                |                         |                         |                         |                         |  |  |  |  |  |  |  |  |  |  |  |  |  |  |  |  |  |  |  |  |  |  |

### Családfa (2)
| I. János * 1296. VIII. 10. † 1346. VIII. 24. | I. János * 1296. VIII. 10. † 1346. VIII. 24. |                                           |                                           | Přemysl Erzsébet * 1292. I. 20. † 1330. IX. 28. | Přemysl Erzsébet * 1292. I. 20. † 1330. IX. 28. |  |  | V. Bogiszláv pomerániai herceg * 1318 † 1374. IV. 23. | V. Bogiszláv pomerániai herceg * 1318 † 1374. IV. 23. |                                            |                                            | Piast Erzsébet * 1326 † 1361 | Piast Erzsébet * 1326 † 1361 |
|                                              |                                              |                                           |                                           |                                                 |                                                 |  |  |                                                       |                                                       |                                            |                                            |                              |                              |
|                                              |                                              |                                           |                                           |                                                 |                                                 |  |  |                                                       |                                                       |                                            |                                            |                              |                              |
|                                              |                                              | IV. Károly * 1316. V. 14. † 1378. XI. 29. | IV. Károly * 1316. V. 14. † 1378. XI. 29. |                                                 |                                                 |  |  |                                                       |                                                       | Pomerániai Erzsébet * 1347 † 1393. II. 14. | Pomerániai Erzsébet * 1347 † 1393. II. 14. |                              |                              |
|                                              |                                              |                                           |                                           |                                                 |                                                 |  |  |                                                       |                                                       |                                            |                                            |                              |                              |
|                                              |                                              |                                           |                                           |                                                 |                                                 |  |  |                                                       |                                                       |                                            |                                            |                              |                              |
|                                              |                                              |                                           |                                           |                                                 |                                                 |  |  |                                                       |                                                       |                                            |                                            |                              |                              |

|  |  | 1 Anjou Mária * 1371. IV. 14. † 1395. V. 17. OO 1385 | 1 Anjou Mária * 1371. IV. 14. † 1395. V. 17. OO 1385 | Zsigmond * 1368. II. 14. † 1437. XII. 9. | Zsigmond * 1368. II. 14. † 1437. XII. 9. | 2 Cillei Borbála * 1392 † 1451. VII. 11. OO 1405 | 2 Cillei Borbála * 1392 † 1451. VII. 11. OO 1405 |  |  |
|  |  |                                                      |                                                      |                                          |                                          |                                                  |                                                  |  |  |
|  |  |                                                      | 1                                                    |                                          | 2                                        |                                                  |                                                  |  |  |
|  |  | N. (fiú) * 1395. V. 17. † 1395. V. 17.               | N. (fiú) * 1395. V. 17. † 1395. V. 17.               | Erzsébet * 1409. X. 7. † 1442. XII. 19.  | Erzsébet * 1409. X. 7. † 1442. XII. 19.  |                                                  |                                                  |  |  |